# McDonald Beach
McDonald Beach är en strand i Antarktis. Den ligger i Östantarktis. Nya Zeeland gör anspråk på området.